# Knut Wigert
Knut Wigert född 3 oktober 1916 i Skien, död 14 juni 2006, var en norsk skådespelare. Var under andra världskriget aktiv i Kompani Linge.
Wigert anses som en av Norges främste Ibsentolkare. Han debuterade hösten 1937 vid Centralteatret och var därefter engagerad vid Nationaltheatret mellan 1938 och 1987. Han medverkade även i flera filmer och tv-filmer.
Wigert var bror till skådespelerskan Sonja Wigert och gift tre gånger, första gången 1942–1946 med Eva Nordlie, andra gången 1950–1989 med redaren Sofie Helene Wigert och tredje gången från 1991 med journalisten Vera Dietrichson Burkoff.

## Filmografi (urval)
- 1940 – Tante Pose
- 1940 – Tørres Snørtevold
- 1946 – Englandsfarare
- 1948 – Trollforsen
- 1968 – Bare et liv – Historien om Fridtjof Nansen
- 1978 – Höstsonaten
- 1982 – Jenny (TV-serie)